# 吉開学17歳 (無職)
「吉開学17歳（無職）」（よしがいまなぶじゅうななさいかっこむしょく）は、シドの1作目のMDである。

## 概要
- 1stプレス、2ndプレス共に完売し、現在入手は困難。
- 1stプレスは、2003年8月20日に100枚限定で販売された。当時のメンバーはマオと明希の2人だけで、しんぢとゆうやはサポートだった。（2004年1月14日に正式メンバーとして加入した。）
- 2ndプレスは、2003年11月に2000枚限定で発売された。1stプレスとは異なる部分がある。

## 収録内容
| 全作曲: 御恵明希。 |                        |          |            |
| #                  | タイトル               | 作詞     | 作曲・編曲 |
| 1.                 | 「吉開学17歳（無職）」 | マオ     | 御恵明希   |
| 2.                 | 「循環」               | 御恵明希 | 御恵明希   |

| 全作詞: マオ、全作曲: 御恵明希。 |                        |      |            |
| #                                | タイトル               | 作詞 | 作曲・編曲 |
| 1.                               | 「吉開学17歳（無職）」 | マオ | 御恵明希   |
| 2.                               | 「青」                 | マオ | 御恵明希   |

## 楽曲解説

### 1stプレス
1. 吉開学17歳（無職）
LIVEでは約1.5倍速で演奏される。
「ライブハウスツアー「いちばん好きな場所2010」スペシャル公演-ペア限定リクエストカウントダウンLIVE-」では1位になった。メジャーデビュー後はライヴでの演奏回数は減ってはいるが、ファンクラブ限定ライブや男性限定ライヴでは何度か行っている。歌詞の途中に「脳タリン 死ね」と出てくるが、これは音源ではどちらもマオが、ライブでは「脳タリン」をマオ、「死ね」を明希が言っている。
2. 循環
シドの曲の中で、唯一マオ以外のメンバーが作詞した曲である[1]。LIVEの定番曲の一つでもあり、よくメンバーコールのあとに演奏することが多く、約1.2倍速で演奏される。また『循環ってます（まわってます）』のところで観客がその場で回転するなどの振り付けが存在する。

### 2ndプレス
1. 吉開学17歳（無職）
1stプレスとは冒頭の部分の台詞が若干異なる。また、間奏の際に台詞が入る。この間奏の台詞は何を言っているのか解らず、歌詞カードにも書かれていなく、更にLIVEでもその台詞を言うことはないので、内容は不明である。
2. 青
後にリリースされたシングルの会場盤、通販盤、流通盤、アルバム『憐哀 -レンアイ-』にも収録されているが、これらとは異なりギターのイントロから始まり、Aメロもマオのアカペラでは無い。